# Enrichetta Grimaldi
Enrichetta Grimaldi (provdaná Ramognino, asi 1874 – 26. února 1968 Pegli, Janov) byla italská tanečnice, sólistka baletu Národního divadla v Praze, v letech 1890 až 1895 primabalerína tanečního souboru divadla. Umělecky působila také v Německu a Rusku.

## Život

### Mládí
Narodila se okolo roku 1874 v Itálii. Získala taneční vzdělání u baletní mistryně V. Legraine v Turíně, kde pak krátce působila ve zdejším Teatro Carignano.  

### V Národním divadle
Roku 1883 potom přijala místo v téhož roku vznikajícím baletním souboru českého Národního divadla v Praze, kam se přestěhovala. Její první zdejší rolí bylo angažmá v tanečním sboru nastudování Smetanovy opery Prodaná nevěsta. Grimaldi se nedlouho po přesunu do Prahy naučila také česky a německy a byla tak obsazovaná do menších činoherních rolí, mj. také v jednoaktových hrách spolu např. s Jindřichem Mošnou.
Roku 1889 začala nahrazovat ochořelou primabalerínu, rovněž Italku, Giuliettu Paltrinieri. Když pak ta v listopadu 1889 zemřela na těžkou plicní chorobu, rozhodl se šéf baletního souboru a vdovec po Giuliettě Augustin Berger angažovat Grimaldi jako primabalerínu souboru. Grimaldi v rámci svého pětiletého působení na této pozici vytvořila řadu titulních rolí. Roku 1895 potom přijala angažmá k hostování v zahraničí. Téhož roku se pak chtěla na místo první tanečnice vrátit, což jí však nebylo umožněno. Jistou roli v tom patrně sehrálo také její zapletení do sexuálního skandálu ohledně jejích intimních styků s českým místrodržitelem hrabětem Františkem Antonínem z Thun-Hohensteinu.

### Po odchodu z Prahy
Roku 1895 potom zakotvila v Drážďanech, kde působila do roku 1901. Téhož roku potom odešla do Petrohradu, v letech 1901 až 1906 pak působila v Rusku, mj také v Moskvě. Po ukončení taneční kariéry se pak přestěhovala do přímořského Pegli, předměstí Janova, v severní Itálii. 

### Úmrtí
Enrichetta Ramognino-Grimaldi zemřela 26. února 1968 v Pegli ve věku 94 nebo 95 let.